# Erzbistum Resistencia
Das Erzbistum Resistencia (lat.: Archidioecesis Resistenciae, span.: Arquidiócesis de Resistencia) ist eine in Argentinien gelegene römisch-katholische Erzdiözese mit Sitz in Resistencia.

## Geschichte
Das Bistum Resistencia wurde am 3. Juni 1939 durch Papst Pius XII. mit der Päpstlichen Bulle Ecclesiarum omnium cura aus Gebietsabtretungen des Erzbistums Santa Fe errichtet und diesem als Suffraganbistum unterstellt. Am 11. Februar 1957 gab das Bistum Resistencia Teile seines Territoriums zur Gründung des Bistums Formosa ab. Das Bistum Resistencia wurde am 10. April 1961 dem Erzbistum Corrientes als Suffraganbistum unterstellt. Am 12. August 1963 gab das Bistum Resistencia Teile seines Territoriums zur Gründung des Bistums Presidencia Roque Sáenz Peña ab.
Am 28. Februar 1984 wurde das Bistum Resistencia durch Papst Johannes Paul II. mit der Päpstlichen Bulle Ad perpetuam rei memoriam zum Erzbistum erhoben.

## Bischöfe von Resistencia

### Bischöfe
- Nicolás de Carlo, 1940–1951
- Enrique Rau, 1954–1957, dann Bischof von Mar del Plata
- José Agustín Marozzi, 1957–1984

### Erzbischöfe
- Juan José Iriarte, 1984–1991
- Carmelo Juan Giaquinta, 1993–2005
- Fabriciano Sigampa, 2005–2013
- Ramón Alfredo Dus, seit 2013